# Tropaeolum asplundii
Tropaeolum asplundii är en krasseväxtart som beskrevs av Benkt U. Sparre. Tropaeolum asplundii ingår i släktet krassar, och familjen krasseväxter. Inga underarter finns listade i Catalogue of Life.